# 丙二醇-磷酸脱氢酶
丙二醇磷酸脱氢酶（英語：propanediol-phosphate dehydrogenase，EC 1.1.1.7（页面存档备份，存于））是一种以NAD+或NADP+为受体、作用于供体CH-OH基团上的氧化还原酶。这种酶能催化以下酶促反应：
1-磷酸-1,2-丙二醇 + NAD+ {\displaystyle \rightleftharpoons } 磷酸二羟丙酮 + NADH + H+